# Petróleos Mexicanos

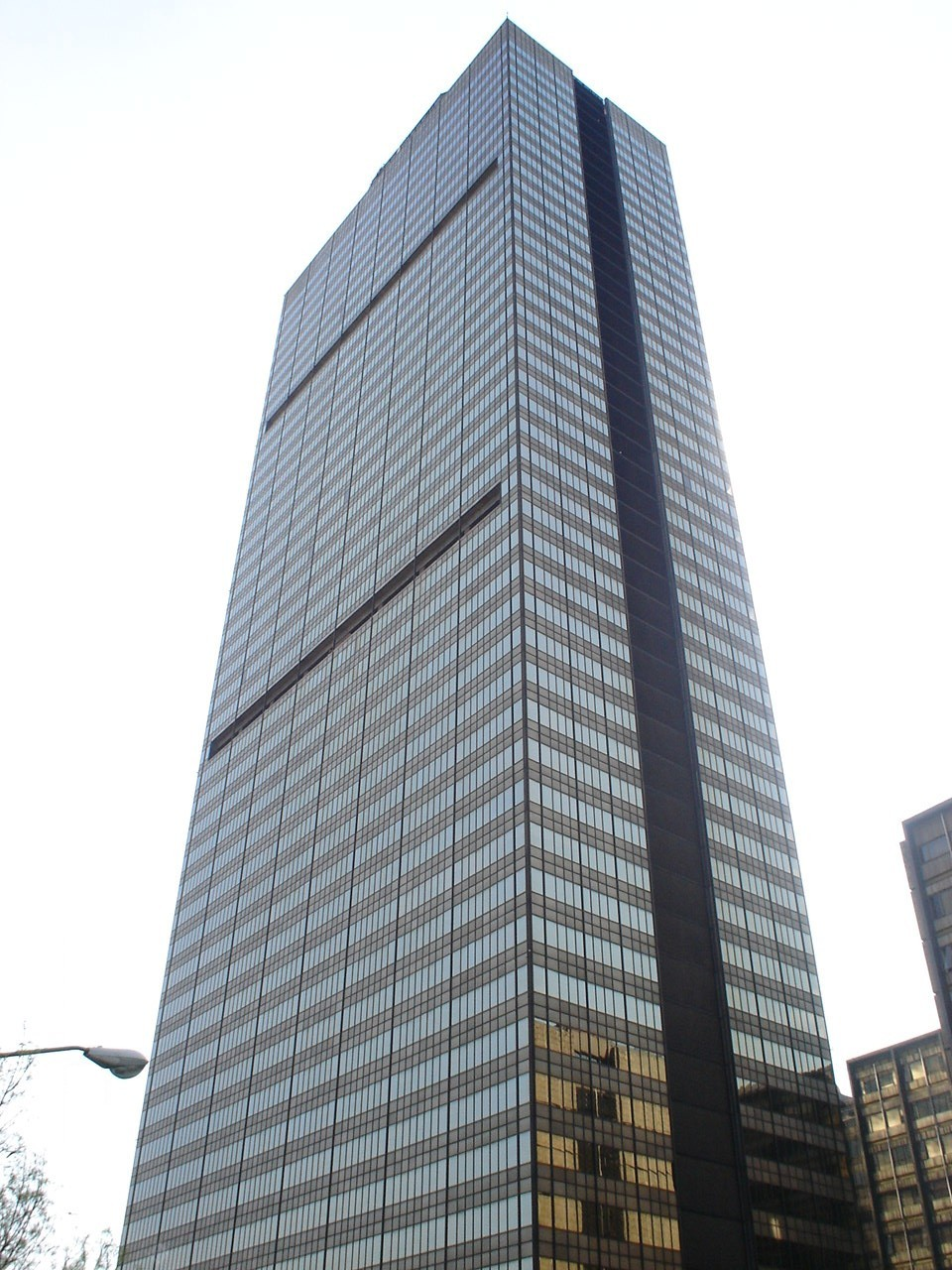
Sede da PEMEX na Cidade do México.

Petróleos Mexicanos (PEMEX) é uma empresa estatal do México, de economia mista. Criada em 1938, conta com um monopólio constitucional para a exploração dos recursos energéticos (principalmente petróleo e gás natural) em território mexicano, além disso, também conta com diversas operações no exterior. 
A empresa atua sob a supervisão de um conselho de administração, cujo presidente é o Secretário de Energia do México: Pedro Joaquín Coldwel (2012-atualmente).
Além de ser a companhia estatal encarregada de administrar a exploração, produção e comércio de petróleo, é a maior empresa de petróleo da América Latina tendo lucros superiores a US$ 106 000,00 milhões por ano,[carece de fontes?] uma cifra superior ao PIB de alguns dos países da região.